# Бет, Марианна
Марианна Бет (6 марта 1889, Вена — 19 августа 1984, Нью-Йорк) — австрийская еврейка, адвокат и феминистка. В 1921 году она стала первой австрийкой, получившей степень доктора юридических наук.
Её имя включено в композицию «Этаж наследия» Джуди Чикаго.

## Биография
Урождённая Марианна Вайсль, родилась в буржуазной венской семье. Её отец был юристом. В 1906 году она вышла замуж за берлинского богослова Карла Бета и перешла из иудаизма в протестантизм.
В 1908 году она хотела сама изучать право, но в то время женщинам не разрешалось поступать на юридический факультет в Вене. Поэтому она сначала изучала востоковедение, получив докторскую степень по восточным языкам. В 1919 году правила были изменены, что позволило ей поступить на юридический факультет. В 1921 году она стала первой женщиной-доктором права на юридическом факультете в Вене в качестве лектора. С 1928 года практиковала как юристка.
Она часто писала о женских проблемах и была автором юридического справочника «Право женщин» в 1931 году. Она была соучредительницей «Австрийской женской организации».
Когда нацистская Германия аннексировала Австрию в 1938 году (аншлюс), её имя было удалено из реестра адвокатов, а Бет и её муж эмигрировали в Соединённые Штаты. С 1939 по 1942 год она преподавала социологию в Рид-колледже в Портленде, штат Орегон.